# Medina insecta
Medina insecta är en tvåvingeart som först beskrevs av Giglios-tos 1893.  Medina insecta ingår i släktet Medina och familjen parasitflugor. Inga underarter finns listade i Catalogue of Life.